# XVI. Benedek ünnepi öltözéke
XVI. Benedek (2005–2013) szertartásain számos olyan pápai ruhadarab jelent meg újra, amelyek korábban használaton kívül kerültek.

## Cipők

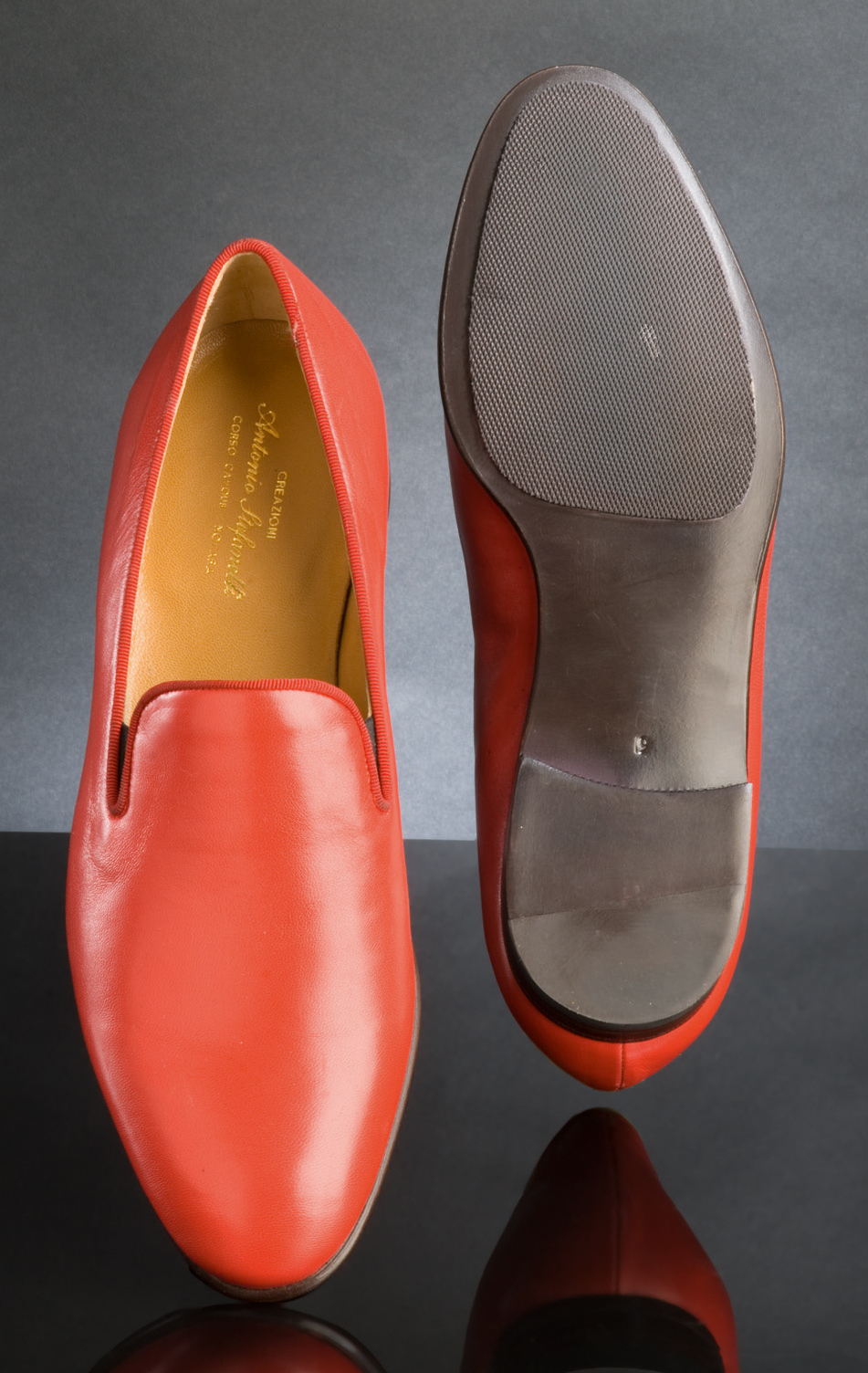
XVI. Benedek pápa piros cipőt viselt

XVI. Benedek pápa újra bevezette a hagyományos piros pápai cipők használatát, amelyeket II. János Pál pápa pápaságának eleje óta nem használtak. A sajtó kezdeti találgatásával ellentétben, miszerint a cipőket az olasz Prada divatház készítette, a Vatikán bejelentette, hogy a cipőket a pápa személyes cipésze biztosította. 

## Kapcsolata Gammarellivel
A pápa hivatalos szabója, Gammarelli, a tizenkilencedik és huszadik század szinte minden pápájának készített ruhát. Bár XVI. Benedek pápa első pápai fehér ruháját Gammarelli készítette, némi nehézséget okozott, hogy méretére igazítsák a ruhát. Lorenzo Gammarelli ezt a késedelmet azzal magyarázta, hogy a végső igazítást egy kezdő szabó végezte. Mikor megjelent a Szent Péter-bazilika erkélyén, pulóverének fekete ujjai kilátszottak a reverendája alól. Benedek pápa enyhe vitát váltott ki azzal, hogy ezentúl megrendeléseit egy másik egyházi ruhakészítővel, Eurocleróval készíttette. Ez részben annak tulajdonítható, hogy az Euroclero római üzlete az utca túloldalán volt korábbi irodájától, ahol a Hittani Dikasztérium vezetője volt. Sem Gamarelli, sem Raniero Mancinelli, egy másik szabó, akit Benedek pápa is alkalmazott, nem kívánt nyilatkozni a 2005-ben viselt camauro gyártójának kilétéről.

## Fejfedők

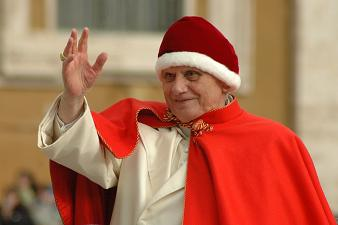
Benedek pápa camaurót visel

2005. december 21-én a pápa a birétum helyett piros camaurót viselt, ami egy hagyományos piros pápai sapka. A ruhadarab viselése különféle reakciókat váltott ki a kommentátorokból, egyesek „ a II. Vatikáni Zsinat előtti divatnyilatkozatnak” tekintették, mások szerint Benedek folytonosság-hermeneutikájának jele. Az eseményt követően Benedek kijelentette, hogy csupán azért viselte, hogy melegen tartsa a fejét, a félreértések elkerülése érdekében többet nem viselte.

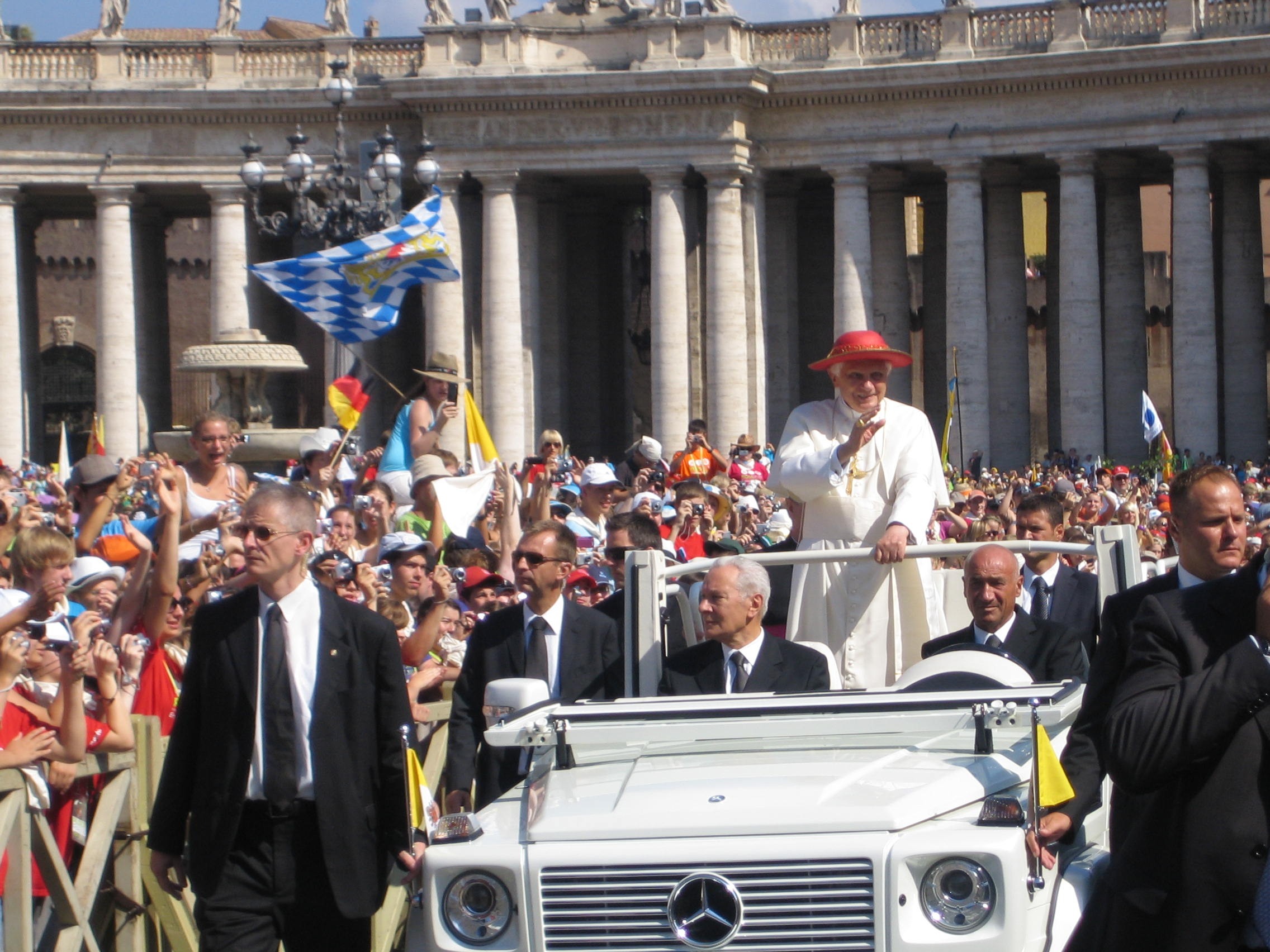
XVI. Benedek a piros pápai kalapot viseli

2006 szeptemberében Benedek elkezdte viselni a piros cappello romanót, más néven saturnót, ami egy széles karimájú kalap kültéri használatra. II. János Pál ritkán használta, elődei szélesebb körben viselték.

## Mocétum

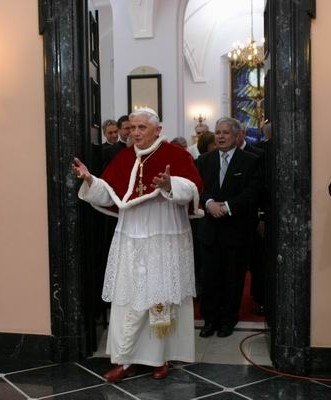
XVI. Benedek pápa téli mocétumot és piros cipőt visel

XVI. Benedek pápa a pápai mocétum mindhárom formáját használta. Ezek: a téli forma, amely bíborvörös bársonyból készült, hermelinnel bélelve; a nyári forma, amely béleletlen vörös selyemből készült; és a húsvéti forma, amely fehér sik gyapjúból. Mindezeket a formákat utoljára VI. Pál viselte.
Mivel a mocétum a joghatóság vagy a kánoni tekintély jele, Benedek 2013-as lemondását követően nem viselte.

## Pallium

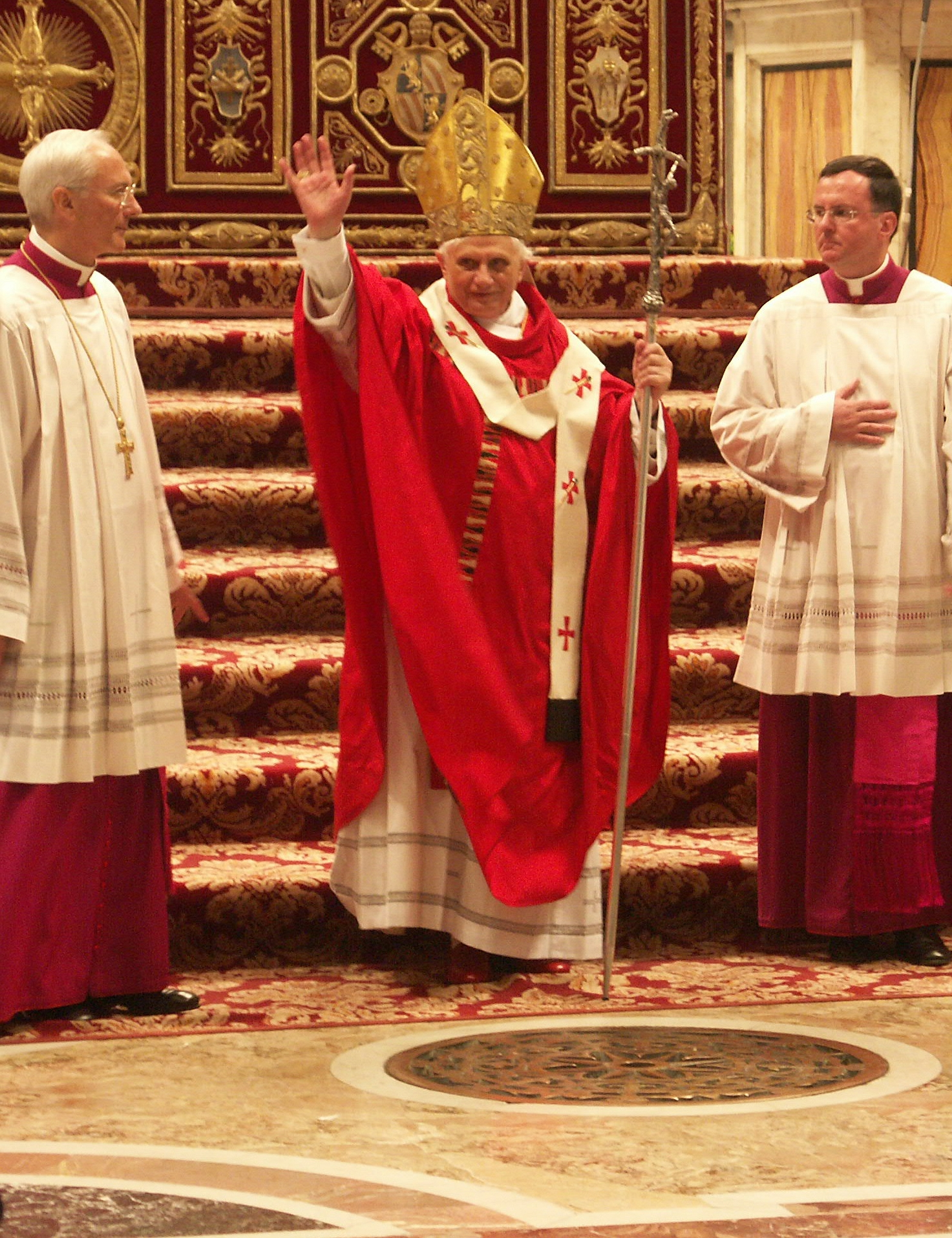
Benedek pápa jellegzetes ősi pápai palliumában

XVI. Benedek pápa hosszasan beszélt a pallium jelentőségéről. A ruhadarab egy ősi változatát használt keleti mintára, amelyet az első évezred pápái használtak. 2008. június 29-én, Szent Péter és Pál ünnepén XVI. Benedek pápa visszatért a közelmúltbeli elődei által viselthez hasonló formához, bár nagyobb és hosszabb szabású, piros keresztekkel díszített, így továbbra is különbözött a metropoliták által viselt palliumtól.
XVI. Benedek visszatért a hagyományos liturgikus ruhák viseléséhez is, hogy hangsúlyozza a pápaság és az egyház folytonosságát. 

## Fanon

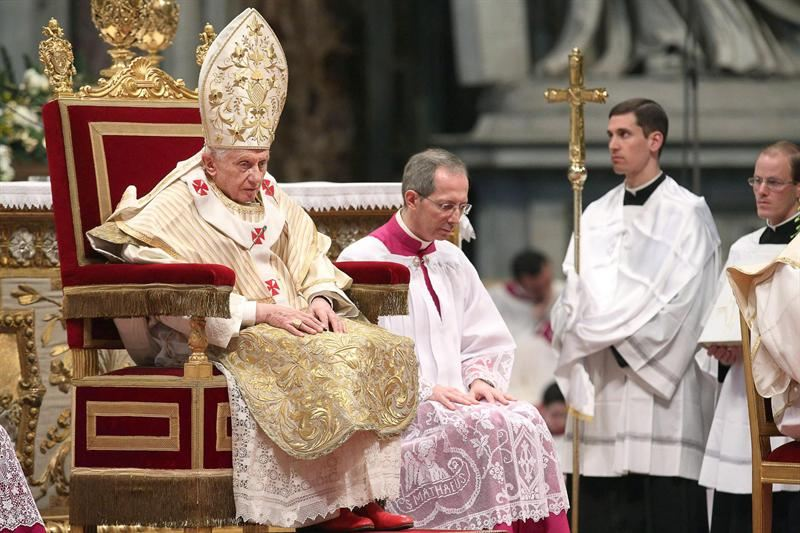
XVI. Benedek pápa fanont visel

2012. október 21-én, egy szentté avatási misén Benedek pápa fanont viselt és ezt folytatta nagyobb liturgikus eseményeken. A ruhadarabot az 1980-as évek eleje óta nem használták, amikor II. János Pál pápa egyszer viselte egy római kolostorban tett látogatása során.

## Fogadtatás
Charlotte Allen Benedek pápát az „esztétika pápájaként” jellemzi; „emlékeztette az egyre csúnyábbnak és lealacsonyítottnak tűnő világot arra, hogy létezik a szép – legyen az szonáta, oltárkép, hímzett köpönyeg vagy reverenda –, és hogy a földi szépség végső soron egy olyan szépséget közvetít, amely túlmutat a földi dolgokon.”
Egyesek összefüggést vontak Benedek vélt doktrinális ortodoxiája és merevsége, valamint a hagyományos pápai öltözködés iránti vonzalma között.
Franco Zeffirelli, híres olasz filmrendezője a pápa ruháit túl „hivalkodónak” minősítette. Azt mondta: „Ez nem a magas szabású templomi viseletek kora.” Zeffirelli úgy véli, hogy XVI. Benedek pápa ruházata „túl fényűző”, és hidegnek és a környezetétől elszigeteltnek mutatja a pápát. A Vatikán azzal magyarázta XVI. Benedek hagyományos miseruháut, például régebbi, sokkal magasabb püspöksüvegek használatát az „Urbi et Orbi” karácsonyi áldásában, hogy rámutatott arra, hogy „hangsúlyozni kell a mai liturgikus ünneplés folytonosságát azzal, ami a múltban jellemezte az egyház életét”. A pápa liturgikusa a korábbi pápák által viselt miseruhák használatát a pápai dokumentumokban található jegyzetekhez hasonlította, ahol „a pápa az előtte lévő pápákat idézi, hogy jelezze az egyház tanítóhivatalának folytonosságát”.
2008 augusztusában az Olasz Állat- és Környezetvédelmi Szövetség felszólította XVI. Benedek pápát, hogy hagyjon fel az állati szőrmék, például a hermelinnel díszített camauro és a mocétum viselésével, amelyek használatát felélesztette. A csoport a pápa híres macskaszeretetére hivatkozva online petíciót indított, hogy megpróbálja rávenni Benedeket a szintetikus anyagokra való áttérésre.

## Fordítás
Ez a szócikk részben vagy egészben  a   Ceremonial of Benedict XVI című angol Wikipédia-szócikk ezen változatának fordításán alapul.  Az eredeti cikk szerkesztőit annak laptörténete sorolja fel. Ez a jelzés csupán a megfogalmazás eredetét és a szerzői jogokat jelzi, nem szolgál a cikkben szereplő információk forrásmegjelöléseként.